# Општина Марђинени (Њамц)
Марђинени (рум. Mărgineni) општина је у Румунији у округу Њамц.
Oпштина се налази на надморској висини од 379 m.